# Чемпионат мира по хоккею с шайбой 2006
70-й Чемпионат мира по хоккею с шайбой проходил с 5 по 21 мая в Риге (Латвия). В чемпионате приняли участие 16 сборных.
Впервые чемпионат мира проводился на территории бывшего СССР (без учёта России). В рамках подготовки к чемпионату мира Латвия должна была построить новую арену, и на случай срыва планов по строительству чемпионат готовились перенести в Швецию, но латыши уложились в срок и подготовили арену к старту чемпионата. Талисманом турнира стал бобр по имени Рикс (латыш. RIKS), получивший своё имя в честь IATA-кода Рижского международного аэропорта.
Чемпионом мира стала сборная Швеции, одолевшая в финале команду Чехии: вкупе с победой на олимпийском турнире для Швеции это стал грандиозный успех. Впервые в истории сборная выиграла и Олимпийские игры, и чемпионат мира в один год.

## Арены
| Латвия                         | Латвия                                           |
| Рига                           | Рига                                             |
| ------------------------------ | ------------------------------------------------ |
| Арена Рига Вместимость: 10 300 | Олимпийский комплекс «Сконто» Вместимость: 8 000 |
|                                |                                                  |

## Предварительный этап

### Группа A
| Команда   | И | В | Н | П | ГЗ | ГП | З-П | Очки |
| --------- | - | - | - | - | -- | -- | --- | ---- |
| Финляндия | 3 | 2 | 1 | 0 | 13 | 6  | 7   | 5    |
| Чехия     | 3 | 1 | 2 | 0 | 9  | 8  | 1   | 4    |
| Латвия    | 3 | 1 | 1 | 1 | 6  | 7  | -1  | 3    |
| Словения  | 3 | 0 | 0 | 3 | 8  | 15 | -7  | 0    |

| 5 мая 2006 | Финляндия | 5 : 3 (1:2, 2:1, 2:0) | Словения | Арена Рига, Рига Зрителей: 5386 |

| Отчёт | Отчёт                           | Отчёт | Отчёт      | Отчёт          |
| --- | ------------------------------- | --- | ---------- | -------------- |
| |                                 | |            |                |
| | Норрена                         | Вратари | Кристан    | Судья: Поляков |
| | Голы:                           | |            | Судья: Поляков |
| Каллио (Нуммелин) (бол.) 17:07 Миеттинен (Йоккинен) (бол.) 25:03 Бергенхейм (Лехтонен) 37:44 Каллио (Миеттинен, Йоккинен) (бол.) 41:56 Лехтонен (Виукхола) (бол.) 53:16 | 0:1 0:2 1:2 2:2 2:3 3:3 4:3 5:3 | 7:10 Краньич (Копитар) (бол.) 14:41 Копитар (Сотлар, Родман) (бол.) 27:21 Копитар (Разингар, Родман) (бол.) |            | Судья: Поляков |
| |                                 | |            | Судья: Поляков |
| |                                 | |            | Судья: Поляков |
| |                                 | |            | Судья: Поляков |
| 18 мин | Штраф                           | 30 мин |            | Судья: Поляков |
| |                                 | |            |                |
| | 49 (16+18+15)                   | Броски | 16 (7+4+5) |                |

| 5 мая 2006 | Латвия | 1 : 1 (1:1, 0:0, 0:0) | Чехия | Арена Рига, Рига Зрителей: 10 669 |

| Отчёт        | Отчёт      | Отчёт         | Отчёт        | Отчёт         |
| ------------ | ---------- | ------------- | ------------ | ------------- |
|              |            |               |              |               |
|              | Наумов     | Вратари       | Гниличка     | Судья: Райбер |
|              | Голы:      |               |              | Судья: Райбер |
| Широков 6:22 | 1:0 1:1    | 19:32 Выборны |              | Судья: Райбер |
|              |            |               |              | Судья: Райбер |
|              |            |               |              | Судья: Райбер |
|              |            |               |              | Судья: Райбер |
| 22 мин       | Штраф      | 6 мин         |              | Судья: Райбер |
|              |            |               |              |               |
|              | 12 (3+4+5) | Броски        | 32 (13+10+9) |               |

| 7 мая 2006 | Финляндия | 5 : 0 (0:0, 2:0, 3:0) | Латвия | Арена Рига, Рига Зрителей: 10 616 |

| Отчёт | Отчёт               | Отчёт   | Отчёт      | Отчёт        |
| --- | ------------------- | ------- | ---------- | ------------ |
| |                     |         |            |              |
| | Ниитюмякки          | Вратари | Наумов     | Судья: Саваж |
| | Голы:               |         |            | Судья: Саваж |
| Виукхола (Хентунен, Лехтинен) (бол.) 24:32 Каллио (мен.) 35:02 Пелтонен (Нуммелин) (бол.) 48:38 Берг (Нуммелин, Йоккинен) (бол.) 51:51 Рита (Пирнес) 55:10 | 1:0 2:0 3:0 4:0 5:0 |         |            | Судья: Саваж |
| |                     |         |            | Судья: Саваж |
| |                     |         |            | Судья: Саваж |
| |                     |         |            | Судья: Саваж |
| 47 мин | Штраф               | 20 мин  |            | Судья: Саваж |
| |                     |         |            |              |
| | 41 (9+21+11)        | Броски  | 18 (7+7+4) |              |

| 7 мая 2006 | Чехия | 5 : 4 (4:1, 1:2, 0:1) | Словения | Арена Рига, Рига Зрителей: 9018 |

| Отчёт | Отчёт                               | Отчёт | Отчёт                   | Отчёт       |
| --- | ----------------------------------- | --- | ----------------------- | ----------- |
| |                                     | |                         |             |
| | Гниличка                            | Вратари | Главич, Кристан (13:23) | Судья: Шютц |
| | Голы:                               | |                         | Судья: Шютц |
| Плеканец (Главач, Каберле) 1:09 Балаштик (Каберле, Эрат) (бол.) 3:04 Эрат (Выборны, Каберле) (бол.) 10:35 Михалек (Эрат, Выборны) (бол.) 13:23 Михалек (Эрат, Балаштик) (бол.) 24:28 | 1:0 2:0 3:0 4:0 4:1 4:2 5:2 5:3 5:4 | 14:30 Мурич (Хафнер) 20:24 Сотлар (Разингар, Копитар) (бол.) 34:54 Краньич (Копитар, Разингар) 59:59 Разингар (Видмар) 59:59 |                         | Судья: Шютц |
| |                                     | |                         | Судья: Шютц |
| |                                     | |                         | Судья: Шютц |
| |                                     | |                         | Судья: Шютц |
| 10 мин | Штраф                               | 18 мин |                         | Судья: Шютц |
| |                                     | |                         |             |
| | 41 (15+17+9)                        | Броски | 16 (5+5+6)              |             |

| 9 мая 2006 | Словения | 1 : 5 (1:0, 0:4, 0:1) | Латвия | Арена Рига, Рига Зрителей: 9539 |

| Отчёт              | Отчёт                   | Отчёт | Отчёт        | Отчёт             |
| ------------------ | ----------------------- | --- | ------------ | ----------------- |
|                    |                         | |              |                   |
|                    | Кристан                 | Вратари | Наумов       | Судья: Виннерборг |
|                    | Голы:                   | |              | Судья: Виннерборг |
| Шивич (Загар) 5:35 | 1:0 1:1 1:2 1:3 1:4 1:5 | 24:15 Семёнов (Ниживий, Редлих) 28:20 Ципулис (Спруктс) 29:51 Ерофеев (Тамбиев, Ниживий) (бол.) 37:51 Тамбиев (Ниживий) 50:06 Васильев (Широков, Трибунцов) (бол.) |              | Судья: Виннерборг |
|                    |                         | |              | Судья: Виннерборг |
|                    |                         | |              | Судья: Виннерборг |
|                    |                         | |              | Судья: Виннерборг |
| 24 мин             | Штраф                   | 16 мин |              | Судья: Виннерборг |
|                    |                         | |              |                   |
|                    | 18 (8+6+4)              | Броски | 29 (6+12+11) |                   |

| 9 мая 2006 | Чехия | 3 : 3 (2:1, 1:1, 0:2) | Финляндия | Арена Рига, Рига Зрителей: 6758 |

| Отчёт                                                                     | Отчёт                   | Отчёт | Отчёт       | Отчёт        |
| ------------------------------------------------------------------------- | ----------------------- | --- | ----------- | ------------ |
|                                                                           |                         | |             |              |
|                                                                           | Гниличка                | Вратари | Ниитюмякки  | Судья: Йонак |
|                                                                           | Голы:                   | |             | Судья: Йонак |
| Эрат (Балаштик) (бол.) 2:28 Балаштик (Глинка) 2:52 Главач (Выборны) 34:41 | 1:0 2:0 2:1 3:1 3:2 3:3 | 8:19 Кукконен (Лехтонен, Хентунен) (бол.) 40:30 Берг (Нуммелин, Йоккинен) (бол.) 58:48 Нуммелин (Йоккинен) |             | Судья: Йонак |
|                                                                           |                         | |             | Судья: Йонак |
|                                                                           |                         | |             | Судья: Йонак |
|                                                                           |                         | |             | Судья: Йонак |
| 24 мин                                                                    | Штраф                   | 18 мин |             | Судья: Йонак |
|                                                                           |                         | |             |              |
|                                                                           | 27 (12+9+6)             | Броски | 24 (8+3+13) |              |

### Группа B
| Команда   | И | В | Н | П | ГЗ | ГП | З-П | Очки |
| --------- | - | - | - | - | -- | -- | --- | ---- |
| Швеция    | 3 | 2 | 1 | 0 | 12 | 6  | 6   | 5    |
| Швейцария | 3 | 2 | 1 | 0 | 9  | 6  | 3   | 5    |
| Украина   | 3 | 1 | 0 | 2 | 7  | 8  | -1  | 2    |
| Италия    | 3 | 0 | 0 | 3 | 3  | 11 | -8  | 0    |

| 6 мая 2006 | Швейцария | 3 : 1 (0:0, 0:1, 3:0) | Италия | Арена Сконто, Рига Зрителей: 4450 |

| Отчёт                                                                                               | Отчёт           | Отчёт                               | Отчёт       | Отчёт        |
| --------------------------------------------------------------------------------------------------- | --------------- | ----------------------------------- | ----------- | ------------ |
| |                 |                                     |             |              |
| | Айбишер         | Вратари                             | Муццати     | Судья: Лукер |
| | Голы:           |                                     |             | Судья: Лукер |
| Рютеманн (Жаннин, Плюсс) 44:56 Делла Росса 52:31 Плюсс (Рютеманн, Блинденбахер) (бол.) (п.в.) 59:40 | 0:1 1:1 2:1 3:1 | 30:18 Иоб (Де Беттин, Парко) (бол.) |             | Судья: Лукер |
| |                 |                                     |             | Судья: Лукер |
| |                 |                                     |             | Судья: Лукер |
| |                 |                                     |             | Судья: Лукер |
| 24 мин                                                                                              | Штраф           | 26 мин                              |             | Судья: Лукер |
| |                 |                                     |             |              |
| | 41 (9+16+16)    | Броски                              | 14 (3+10+1) |              |

| 6 мая 2006 | Украина | 2 : 4 (1:1, 1:2, 0:1) | Швеция | Арена Сконто, Рига Зрителей: 3492 |

| Отчёт                                                     | Отчёт                   | Отчёт | Отчёт         | Отчёт        |
| --------------------------------------------------------- | ----------------------- | --- | ------------- | ------------ |
|                                                           |                         | |               |              |
|                                                           | Симчук                  | Вратари | Хольмквист    | Судья: Йонак |
|                                                           | Голы:                   | |               | Судья: Йонак |
| Касянчук (Дьяченко) (бол.) 19:16 Михнов (Шафаренко) 34:55 | 0:1 1:1 1:2 2:2 2:3 2:4 | 17:55 Эмвалл (Карлссон) (бол.) 20:50 Эмвалл (Мелин) (бол.) 38:55 Карлссон (Мелин, Сундин) (бол.) 46:38 Ханнула (Нордквист) (бол.) |               | Судья: Йонак |
|                                                           |                         | |               | Судья: Йонак |
|                                                           |                         | |               | Судья: Йонак |
|                                                           |                         | |               | Судья: Йонак |
| 18 мин                                                    | Штраф                   | 12 мин |               | Судья: Йонак |
|                                                           |                         | |               |              |
|                                                           | 24 (11+6+7)             | Броски | 45 (12+18+15) |              |

| 8 мая 2006 | Швеция | 4 : 0 (2:0, 1:0, 1:0) | Италия | Арена Сконто, Рига Зрителей: 3586 |

| Отчёт | Отчёт           | Отчёт   | Отчёт                    | Отчёт         |
| --- | --------------- | ------- | ------------------------ | ------------- |
| |                 |         |                          |               |
| | Лив             | Вратари | Муццати, Трагуст (40:00) | Судья: Хансен |
| | Голы:           |         |                          | Судья: Хансен |
| Карлссон (Кронвалл, Францен) (бол.) 14:02 Лундквист (Зеттерберг, Юханссон) (бол.) 16:00 Йенссон (Хольмквист, Францен) (бол.) 22:36 Йенссон (Кронвалл) 47:19 | 1:0 2:0 3:0 4:0 |         |                          | Судья: Хансен |
| |                 |         |                          | Судья: Хансен |
| |                 |         |                          | Судья: Хансен |
| |                 |         |                          | Судья: Хансен |
| 14 мин | Штраф           | 12 мин  |                          | Судья: Хансен |
| |                 |         |                          |               |
| | 30 (14+11+5)    | Броски  | 13 (2+7+4)               |               |

| 8 мая 2006 | Швейцария | 2 : 1 (2:0, 0:1, 0:0) | Украина | Арена Сконто, Рига Зрителей: 4609 |

| Отчёт                                           | Отчёт       | Отчёт                            | Отчёт       | Отчёт         |
| ----------------------------------------------- | ----------- | -------------------------------- | ----------- | ------------- |
|                                                 |             |                                  |             |               |
|                                                 | Айбишер     | Вратари                          | Карпенко    | Судья: Минарж |
|                                                 | Голы:       |                                  |             | Судья: Минарж |
| Безина (Жаннин) (бол.) 9:57 Амбюль (мен.) 18:06 | 1:0 2:0 2:1 | 33:54 Михнов (Матерухин, Срубко) |             | Судья: Минарж |
|                                                 |             |                                  |             | Судья: Минарж |
|                                                 |             |                                  |             | Судья: Минарж |
|                                                 |             |                                  |             | Судья: Минарж |
| 30 мин                                          | Штраф       | 36 мин                           |             | Судья: Минарж |
|                                                 |             |                                  |             |               |
|                                                 | 25 (8+7+10) | Броски                           | 26 (9+14+3) |               |

| 10 мая 2006 | Италия | 2 : 4 (0:1, 1:1, 1:2) | Украина | Арена Сконто, Рига Зрителей: 2174 |

| Отчёт                                                                | Отчёт                   | Отчёт | Отчёт       | Отчёт        |
| -------------------------------------------------------------------- | ----------------------- | --- | ----------- | ------------ |
|                                                                      |                         | |             |              |
|                                                                      | Муццати                 | Вратари | Симчук      | Судья: Саваж |
|                                                                      | Голы:                   | |             | Судья: Саваж |
| Бусилло (Тревизани, Чироне) 32:25 Боргателло (Мольтени) (бол.) 55:38 | 0:1 0:2 1:2 1:3 2:3 2:4 | 14:54 Касянчук (Шахрайчук, Остроушко) (бол.) 21:08 Сальников (Бобровников, Дьяченко) (бол.) 51:11 Гунько (Литвиненко) 57:56 Дьяченко (Гунько) (п.в) |             | Судья: Саваж |
|                                                                      |                         | |             | Судья: Саваж |
|                                                                      |                         | |             | Судья: Саваж |
|                                                                      |                         | |             | Судья: Саваж |
| 52 мин                                                               | Штраф                   | 42 мин |             | Судья: Саваж |
|                                                                      |                         | |             |              |
|                                                                      | 21 (8+6+7)              | Броски | 27 (8+13+6) |              |

| 10 мая 2006 | Швеция | 4 : 4 (1:0, 0:1, 3:3) | Швейцария | Арена Сконто, Рига Зрителей: 3031 |

| Отчёт | Отчёт                           | Отчёт | Отчёт      | Отчёт          |
| --- | ------------------------------- | --- | ---------- | -------------- |
| |                                 | |            |                |
| | Хольмквист                      | Вратари | Айбишер    | Судья: Поляков |
| | Голы:                           | |            | Судья: Поляков |
| Зеттерберг (Юханссон, Кронвалл) 13:43 Зеттерберг 44:11 Маттссон (Карлссон, Кронвалл) 44:37 Карлссон (Эмвалл, Кронвалл) 44:37 | 1:0 1:1 2:1 3:1 3:2 4:2 4:3 4:4 | 23:19 Вирц (Штрайт, Лемм) (бол.) 45:02 Саннитц (Жаннин, Штрайт) 51:35 Рютеманн (Плюсс, Делла Росса) 56:44 Саннитц (Жаннин, Лемм) |            | Судья: Поляков |
| |                                 | |            | Судья: Поляков |
| |                                 | |            | Судья: Поляков |
| |                                 | |            | Судья: Поляков |
| 12 мин | Штраф                           | 14 мин |            | Судья: Поляков |
| |                                 | |            |                |
| | 29 (11+8+10)                    | Броски | 17 (4+7+6) |                |

### Группа C
| Команда   | И | В | Н | П | ГЗ | ГП | З-П | Очки |
| --------- | - | - | - | - | -- | -- | --- | ---- |
| Россия    | 3 | 3 | 0 | 0 | 17 | 6  | 11  | 6    |
| Беларусь  | 3 | 2 | 0 | 1 | 11 | 5  | 6   | 4    |
| Словакия  | 3 | 1 | 0 | 2 | 10 | 6  | 4   | 2    |
| Казахстан | 3 | 0 | 0 | 3 | 2  | 23 | -21 | 0    |

| 6 мая 2006 | Беларусь | 2 : 1 (0:0, 2:1, 0:0) | Словакия | Арена Рига, Рига Зрителей: 10 669 |

| Отчёт                                                                      | Отчёт       | Отчёт                         | Отчёт                 | Отчёт         |
| -------------------------------------------------------------------------- | ----------- | ----------------------------- | --------------------- | ------------- |
|                                                                            |             |                               |                       |               |
|                                                                            | Мезин       | Вратари                       | Лашак, Крижан (40:00) | Судья: Хансен |
|                                                                            | Голы:       |                               |                       | Судья: Хансен |
| Мелешко (Журик) (бол.) 34:18 Антоненко (Скабелка, Грабовский) (бол.) 39:27 | 1:0 1:1 2:1 | 37:29 Черник (Ковачик, Капуш) |                       | Судья: Хансен |
|                                                                            |             |                               |                       | Судья: Хансен |
|                                                                            |             |                               |                       | Судья: Хансен |
|                                                                            |             |                               |                       | Судья: Хансен |
| 12 мин                                                                     | Штраф       | 18 мин                        |                       | Судья: Хансен |
|                                                                            |             |                               |                       |               |
|                                                                            | 15 (4+9+2)  | Броски                        | 37 (13+5+19)          |               |

| 6 мая 2006 | Россия | 10 : 1 (4:1, 4:0, 2:0) | Казахстан | Арена Рига, Рига Зрителей: 7190 |

| Отчёт | Отчёт                                        | Отчёт                                          | Отчёт                      | Отчёт          |
| --- | -------------------------------------------- | ---------------------------------------------- | -------------------------- | -------------- |
| |                                              |                                                |                            |                |
| | Звягин, Фомичев (47:04)                      | Вратари                                        | Медведев, Тамбулов (29:39) | Судья: Левонен |
| | Голы:                                        |                                                |                            | Судья: Левонен |
| Овечкин (Малкин, Сушинский) (бол.) 1:36 Архипов (Никулин) (бол.) 2:45 Горовиков (Григоренко) 10:44 Быков (Кручинин, Емелеев) (бол.) 18:48 Овечкин (Малкин) 24:13 Малкин (мен.) 26:46 Овечкин (Малкин) 29:39 Сёмин (Никулин, Архипов) 32:24 Сёмин (Никулин, Зарипов) 44:38 Сёмин (Зарипов, Никулин) (бол.) 53:52 | 1:0 2:0 3:0 3:1 4:1 5:1 6:1 7:1 8:1 9:1 10:1 | 17:40 Е.Корешков (А.Корешков, Жайлауов) (бол.) |                            | Судья: Левонен |
| |                                              |                                                |                            | Судья: Левонен |
| |                                              |                                                |                            | Судья: Левонен |
| |                                              |                                                |                            | Судья: Левонен |
| 26 мин | Штраф                                        | 40 мин                                         |                            | Судья: Левонен |
| |                                              |                                                |                            |                |
| | 27 (6+12+9)                                  | Броски                                         | 17 (7+4+6)                 |                |

| 8 мая 2006 | Словакия | 6 : 0 (0:0, 3:0, 3:0) | Казахстан | Арена Рига, Рига Зрителей: 6788 |

| Отчёт | Отчёт                   | Отчёт   | Отчёт       | Отчёт             |
| --- | ----------------------- | ------- | ----------- | ----------------- |
| |                         |         |             |                   |
| | Крижан                  | Вратари | Огурешников | Судья: Виннерборг |
| | Голы:                   |         |             | Судья: Виннерборг |
| Капуш (Мар.Хосса, Марц.Хосса) (бол.) 20:41 Суровы (Павликовски, Бартович) (бол.) 32:42 Бартович (Павликовски, Мар.Хосса) 49:48 Павликовски (Залешак, Черник) 49:05 Ковачик 55:06 Юрчина (Суровы) 56:22 | 1:0 2:0 3:0 4:0 5:0 6:0 |         |             | Судья: Виннерборг |
| |                         |         |             | Судья: Виннерборг |
| |                         |         |             | Судья: Виннерборг |
| |                         |         |             | Судья: Виннерборг |
| 47 мин | Штраф                   | 20 мин  |             | Судья: Виннерборг |
| |                         |         |             |                   |
| | 52 (15+22+15)           | Броски  | 8 (4+3+1)   |                   |

| 8 мая 2006 | Россия | 3 : 2 (1:0, 0:2, 2:0) | Беларусь | Арена Рига, Рига Зрителей: 7945 |

| Отчёт                                                                                 | Отчёт               | Отчёт                                                       | Отчёт      | Отчёт        |
| ------------------------------------------------------------------------------------- | ------------------- | ----------------------------------------------------------- | ---------- | ------------ |
|                                                                                       |                     |                                                             |            |              |
|                                                                                       | Звягин              | Вратари                                                     | Мезин      | Судья: Саваж |
|                                                                                       | Голы:               |                                                             |            | Судья: Саваж |
| Емелеев (Быков) (бол.) 10:57 Куляш (Горовиков) (бол.) 43:28 Харитонов (Емелеев) 53:19 | 1:0 1:1 1:2 2:2 3:2 | 21:40 Антоненко (Костицын) (бол.) 23:28 Макрицкий (Денисов) |            | Судья: Саваж |
|                                                                                       |                     |                                                             |            | Судья: Саваж |
|                                                                                       |                     |                                                             |            | Судья: Саваж |
|                                                                                       |                     |                                                             |            | Судья: Саваж |
| 16 мин                                                                                | Штраф               | 20 мин                                                      |            | Судья: Саваж |
|                                                                                       |                     |                                                             |            |              |
|                                                                                       | 28 (8+7+13)         | Броски                                                      | 15 (4+8+3) |              |

| 10 мая 2006 | Казахстан | 1 : 7 (1:1, 0:3, 0:3) | Беларусь | Арена Рига, Рига Зрителей: 6359 |

| Отчёт                                      | Отчёт                           | Отчёт | Отчёт        | Отчёт        |
| ------------------------------------------ | ------------------------------- | --- | ------------ | ------------ |
|                                            |                                 | |              |              |
|                                            | Огурешников, Тамбулов (46:13)   | Вратари | Мезин        | Судья: Лукер |
|                                            | Голы:                           | |              | Судья: Лукер |
| Спиридонов (Краснослободцев, Пупков) 18:57 | 0:1 1:1 1:2 1:3 1:4 1:5 1:6 1:7 | 2:07 Костицын (Скабелка, Копать) (бол.) 29:08 Заделёнов (Макрицкий, Мезин) (мен.) 34:28 Чуприс (Заделёнов, Еркович) (бол.) 39:25 Грабовский (Костючёнок) (бол.) 45:11 Заделёнов (Грабовский, Угаров) 46:13 Дудик (Михалёв, Угаров) 48:42 Грабовский (ш.б) |              | Судья: Лукер |
|                                            |                                 | |              | Судья: Лукер |
|                                            |                                 | |              | Судья: Лукер |
|                                            |                                 | |              | Судья: Лукер |
| 22 мин                                     | Штраф                           | 39 мин |              | Судья: Лукер |
|                                            |                                 | |              |              |
|                                            | 32 (17+7+8)                     | Броски | 35 (6+12+17) |              |

| 10 мая 2006 | Россия | 4 : 3 (2:2, 1:1, 1:0) | Словакия | Арена Рига, Рига Зрителей: 7467 |

| Отчёт | Отчёт                       | Отчёт                                                             | Отчёт       | Отчёт         |
| --- | --------------------------- | ----------------------------------------------------------------- | ----------- | ------------- |
| |                             |                                                                   |             |               |
| | Звягин                      | Вратари                                                           | Крижан      | Судья: Райбер |
| | Голы:                       |                                                                   |             | Судья: Райбер |
| Куляш (Григоренко, Хомицкий) (бол.) 3:56 Малкин 17:26 Зарипов (Хомицкий) (бол.) 27:23 Михнов (Сёмин, Архипов) (бол.) 46:02 | 1:0 1:1 1:2 2:2 3:2 3:3 4:3 | 6:00 Суровы (Цыбак) 9:03 Коллар (мен.) 36:45 Черник (Мило) (бол.) |             | Судья: Райбер |
| |                             |                                                                   |             | Судья: Райбер |
| |                             |                                                                   |             | Судья: Райбер |
| |                             |                                                                   |             | Судья: Райбер |
| 41 мин | Штраф                       | 22 мин                                                            |             | Судья: Райбер |
| |                             |                                                                   |             |               |
| | 25 (11+6+8)                 | Броски                                                            | 27 (6+9+12) |               |

### Группа D
| Команда  | И | В | Н | П | ГЗ | ГП | З-П | Очки |
| -------- | - | - | - | - | -- | -- | --- | ---- |
| Канада   | 3 | 3 | 0 | 0 | 14 | 5  | 9   | 6    |
| США      | 3 | 2 | 0 | 1 | 7  | 3  | 4   | 4    |
| Норвегия | 3 | 1 | 0 | 2 | 8  | 13 | -5  | 2    |
| Дания    | 3 | 0 | 0 | 3 | 6  | 14 | -8  | 0    |

| 5 мая 2006 | США | 3 : 1 (0:1, 1:0, 2:0) | Норвегия | Арена Сконто, Рига Зрителей: 4450 |

| Отчёт                                                                                  | Отчёт           | Отчёт                         | Отчёт      | Отчёт             |
| -------------------------------------------------------------------------------------- | --------------- | ----------------------------- | ---------- | ----------------- |
|                                                                                        |                 |                               |            |                   |
|                                                                                        | Андерсон        | Вратари                       | Гротнес    | Судья: Виннерборг |
|                                                                                        | Голы:           |                               |            | Судья: Виннерборг |
| Браун (Хилберт) (бол.) 21:21 Браун (бол.) 45:42 Браун (Мэлоун, Комисарек) (бол.) 55:46 | 0:1 1:1 2:1 3:1 | 13:32 Якобсен (Холтет) (бол.) |            | Судья: Виннерборг |
|                                                                                        |                 |                               |            | Судья: Виннерборг |
|                                                                                        |                 |                               |            | Судья: Виннерборг |
|                                                                                        |                 |                               |            | Судья: Виннерборг |
| 18 мин                                                                                 | Штраф           | 16 мин                        |            | Судья: Виннерборг |
|                                                                                        |                 |                               |            |                   |
|                                                                                        | 31 (12+9+10)    | Броски                        | 21 (6+6+9) |                   |

| 5 мая 2006 | Дания | 3 : 5 (0:3, 3:0, 0:2) | Канада | Арена Сконто, Рига Зрителей: 3427 |

| Отчёт                                                                                       | Отчёт                           | Отчёт | Отчёт        | Отчёт         |
| ------------------------------------------------------------------------------------------- | ------------------------------- | --- | ------------ | ------------- |
|                                                                                             |                                 | |              |               |
|                                                                                             | Хирш                            | Вратари | Дени         | Судья: Минарж |
|                                                                                             | Голы:                           | |              | Судья: Минарж |
| Нильсен (Кьяергорд) (мен.) 27:43 Нильсен (Йонсен, Кьяегорд) (бол.) 30:46 Стаал (Грин) 37:49 | 0:1 0:2 0:3 1:3 2:3 3:3 3:4 3:5 | 5:01 Бойес (Бержерон, Стюарт) (бол.) 7:18 Кросби (Бойес, Бержерон) (бол.) 13:41 Комри (Дюпон) 43:17 Кросби (Бержерон) 53:09 Ричардс (Картер) |              | Судья: Минарж |
|                                                                                             |                                 | |              | Судья: Минарж |
|                                                                                             |                                 | |              | Судья: Минарж |
|                                                                                             |                                 | |              | Судья: Минарж |
| 16 мин                                                                                      | Штраф                           | 10 мин |              | Судья: Минарж |
|                                                                                             |                                 | |              |               |
|                                                                                             | 16 (8+4+4)                      | Броски | 44 (15+7+22) |               |

| 7 мая 2006 | США | 3 : 0 (0:0, 2:0, 1:0) | Дания | Арена Сконто, Рига Зрителей: 3886 |

| Отчёт                                                                   | Отчёт        | Отчёт   | Отчёт      | Отчёт         |
| ----------------------------------------------------------------------- | ------------ | ------- | ---------- | ------------- |
|                                                                         |              |         |            |               |
|                                                                         | Андерсон     | Вратари | Хирш       | Судья: Райбер |
|                                                                         | Голы:        |         |            | Судья: Райбер |
| Албертс (Бран) 20:33 Штястны (Сутер, Кеслер) 26:32 Парк (Хилберт) 52:52 | 1:0 2:0 3:0  |         |            | Судья: Райбер |
|                                                                         |              |         |            | Судья: Райбер |
|                                                                         |              |         |            | Судья: Райбер |
|                                                                         |              |         |            | Судья: Райбер |
| 12 мин                                                                  | Штраф        | 14 мин  |            | Судья: Райбер |
|                                                                         |              |         |            |               |
|                                                                         | 37 (11+18+8) | Броски  | 19 (8+4+7) |               |

| 7 мая 2006 | Канада | 7 : 1 (3:0, 4:0, 0:1) | Норвегия | Арена Сконто, Рига Зрителей: 3983 |

| Отчёт | Отчёт                           | Отчёт                                  | Отчёт                      | Отчёт          |
| --- | ------------------------------- | -------------------------------------- | -------------------------- | -------------- |
| |                                 |                                        |                            |                |
| | Олд                             | Вратари                                | Гротнес, Гундерсен (32:55) | Судья: Поляков |
| | Голы:                           |                                        |                            | Судья: Поляков |
| Бержерон (Робидас, Кросби) (бол.) 8:09 Бойес (Кросби) 8:33 Комри 13:35 Кросби (Бержерон, Хэмьюс) (бол.) 21:05 Уильямс (Комри, Хэмьюс) (бол.) 23:00 Бержерон (Кросби, Шульц) 31:56 Шэнахен (Каммалери) (бол.) 33:53 | 1:0 2:0 3:0 4:0 5:0 6:0 7:0 7:1 | 47:42 Торесен (Аск, Викингстад) (бол.) |                            | Судья: Поляков |
| |                                 |                                        |                            | Судья: Поляков |
| |                                 |                                        |                            | Судья: Поляков |
| |                                 |                                        |                            | Судья: Поляков |
| 14 мин | Штраф                           | 26 мин                                 |                            | Судья: Поляков |
| |                                 |                                        |                            |                |
| | 36 (14+10+12)                   | Броски                                 | 15 (7+6+2)                 |                |

| 9 мая 2006 | Норвегия | 6 : 3 (1:2, 3:0, 2:1) | Дания | Арена Сконто, Рига Зрителей: 3885 |

| Отчёт | Отчёт                               | Отчёт                                                                               | Отчёт        | Отчёт       |
| --- | ----------------------------------- | ----------------------------------------------------------------------------------- | ------------ | ----------- |
| |                                     |                                                                                     |              |             |
| | Гундерсен                           | Вратари                                                                             | Хирш         | Судья: Шютц |
| | Голы:                               |                                                                                     |              | Судья: Шютц |
| Трюгг (Мюрвольд, Викингстад) (бол.) 16:36 Хансен (Бастиансен, Аск) (бол.) 28:41 Скрудер (Трюгг, Викингстад) (бол.) 30:02 Торесен (Викингстад, Мюрвольд) (бол.) 33:34 Холтет (Бастиансен, Аск) 41:08 Викингстад (Трюгг) (п.в.) 59:18 | 1:0 1:1 1:2 2:2 3:2 4:2 5:2 5:3 6:3 | 17:30 Грин (Нильсен) (бол.) 19:59 Стаал (Грин) (бол.) 43:43 Хансен (Нильсен) (бол.) |              | Судья: Шютц |
| |                                     |                                                                                     |              | Судья: Шютц |
| |                                     |                                                                                     |              | Судья: Шютц |
| |                                     |                                                                                     |              | Судья: Шютц |
| 20 мин | Штраф                               | 18 мин                                                                              |              | Судья: Шютц |
| |                                     |                                                                                     |              |             |
| | 45 (17+21+7)                        | Броски                                                                              | 23 (10+3+10) |             |

| 9 мая 2006 | Канада | 2 : 1 (0:1, 1:0, 1:0) | США | Арена Сконто, Рига Зрителей: 4553 |

| Отчёт                                                             | Отчёт       | Отчёт                            | Отчёт      | Отчёт          |
| ----------------------------------------------------------------- | ----------- | -------------------------------- | ---------- | -------------- |
|                                                                   |             |                                  |            |                |
|                                                                   | Олд         | Вратари                          | Бакашихуа  | Судья: Левонен |
|                                                                   | Голы:       |                                  |            | Судья: Левонен |
| Кросби (Бержерон) 29:01 Шэнахан (Каммалери, Уильямс) (бол.) 47:44 | 0:1 1:1 2:1 | 13:53 Кессел (Слэйтер, Стэффорд) |            | Судья: Левонен |
|                                                                   |             |                                  |            | Судья: Левонен |
|                                                                   |             |                                  |            | Судья: Левонен |
|                                                                   |             |                                  |            | Судья: Левонен |
| 16 мин                                                            | Штраф       | 18 мин                           |            | Судья: Левонен |
|                                                                   |             |                                  |            |                |
|                                                                   | 30 (9+12+9) | Броски                           | 19 (5+9+5) |                |

## Квалификационный этап

### Группа E
| Команда   | И | В | Н | П | ГЗ | ГП | З-П | Очки |
| --------- | - | - | - | - | -- | -- | --- | ---- |
| Канада    | 5 | 4 | 0 | 1 | 28 | 10 | 18  | 8    |
| Финляндия | 5 | 3 | 1 | 1 | 17 | 7  | 10  | 7    |
| США       | 5 | 3 | 0 | 2 | 11 | 10 | 1   | 6    |
| Чехия     | 5 | 2 | 2 | 1 | 14 | 12 | 2   | 6    |
| Латвия    | 5 | 1 | 1 | 3 | 7  | 23 | -16 | 3    |
| Норвегия  | 5 | 0 | 0 | 5 | 5  | 19 | -14 | 0    |

| 11 мая 2006 | Канада | 11 : 0 (4:0, 1:0, 6:0) | Латвия | Арена Сконто, Рига Зрителей: 8389 |

| Отчёт | Отчёт                                         | Отчёт   | Отчёт                   | Отчёт        |
| --- | --------------------------------------------- | ------- | ----------------------- | ------------ |
| |                                               |         |                         |              |
| | Дени                                          | Вратари | Наумов, Райтумс (15:20) | Судья: Лукер |
| | Голы:                                         |         |                         | Судья: Лукер |
| Уильямс (Стюарт) (бол.) 5:41 Кросби (Уильямс) (бол.) 8:49 Бойес (Уильямс) (бол.) 14:40 Бержерон (Бойес, Кросби) (бол.) 17:43 Шэнахен (Уильямс, Каммалери) (бол.) 25:58 Картер (Колдер, Шульц) 40:24 Петтингер (Дэйли, Метрополит) (бол.) 41:18 Ричардс (Стюарт, Картер) (бол.) 42:24 Колдер (бол.) 45:59 Колдер (Хэмхюс, Ричардс) 46:31 Харнелл (Метрополит) (бол.) 50:17 | 1:0 2:0 3:0 4:0 5:0 6:0 7:0 8:0 9:0 10:0 11:0 |         |                         | Судья: Лукер |
| |                                               |         |                         | Судья: Лукер |
| |                                               |         |                         | Судья: Лукер |
| |                                               |         |                         | Судья: Лукер |
| 16 мин | Штраф                                         | 32 мин  |                         | Судья: Лукер |
| |                                               |         |                         |              |
| | 40 (16+11+13)                                 | Броски  | 26 (5+11+10)            |              |

| 12 мая 2006 | Чехия | 3 : 1 (0:1, 2:0, 1:0) | Норвегия | Арена Сконто, Рига Зрителей: 7004 |

| Отчёт                                                                        | Отчёт           | Отчёт                     | Отчёт       | Отчёт          |
| ---------------------------------------------------------------------------- | --------------- | ------------------------- | ----------- | -------------- |
|                                                                              |                 |                           |             |                |
|                                                                              | Гниличка        | Вратари                   | Гундерсен   | Судья: Поляков |
|                                                                              | Голы:           |                           |             | Судья: Поляков |
| Главач (Шкоула, Рихтер) 27:21 Балаштик (Рихтер) 38:31 Тенкрат (Глинка) 58:26 | 0:1 1:1 2:1 3:1 | 12:21 Аск (Хансен) (бол.) |             | Судья: Поляков |
|                                                                              |                 |                           |             | Судья: Поляков |
|                                                                              |                 |                           |             | Судья: Поляков |
|                                                                              |                 |                           |             | Судья: Поляков |
| 10 мин                                                                       | Штраф           | 10 мин                    |             | Судья: Поляков |
|                                                                              |                 |                           |             |                |
|                                                                              | 42 (9+20+13)    | Броски                    | 21 (4+7+10) |                |

| 12 мая 2006 | Финляндия | 4 : 0 (1:0, 2:0, 1:0) | США | Арена Сконто, Рига Зрителей: 7379 |

| Отчёт | Отчёт           | Отчёт   | Отчёт       | Отчёт         |
| --- | --------------- | ------- | ----------- | ------------- |
| |                 |         |             |               |
| | Нииттюмяки      | Вратари | Андерсон    | Судья: Минарж |
| | Голы:           |         |             | Судья: Минарж |
| Койву (Луома, Йокинен) 11:13 Бергенхейм (Рууту, Халь) 26:01 Нуммелин (Койву) (бол.) 32:44 Кукконен (Халь) (бол.) 54:27 | 1:0 2:0 3:0 4:0 |         |             | Судья: Минарж |
| |                 |         |             | Судья: Минарж |
| |                 |         |             | Судья: Минарж |
| |                 |         |             | Судья: Минарж |
| 14 мин | Штраф           | 14 мин  |             | Судья: Минарж |
| |                 |         |             |               |
| | 33 (15+9+9)     | Броски  | 24 (6+10+8) |               |

| 13 мая 2006 | США | 4 : 2 (0:0, 2:1, 2:1) | Латвия | Арена Сконто, Рига Зрителей: 9083 |

| Отчёт | Отчёт                   | Отчёт                                            | Отчёт      | Отчёт        |
| --- | ----------------------- | ------------------------------------------------ | ---------- | ------------ |
| |                         |                                                  |            |              |
| | Андерсон                | Вратари                                          | Наумов     | Судья: Йонак |
| | Голы:                   |                                                  |            | Судья: Йонак |
| Мэлоун (Каллен, Браун) 20:59 Браун (Кессел) (бол.) 34:39 О,Салливан (Каллен) (бол.) 42:27 Сутер (бол.) 49:50 | 1:0 1:1 2:1 2:2 3:2 4:2 | 22:12 Дарзиньш 41:00 Семёнов (Даугавиньш) (бол.) |            | Судья: Йонак |
| |                         |                                                  |            | Судья: Йонак |
| |                         |                                                  |            | Судья: Йонак |
| |                         |                                                  |            | Судья: Йонак |
| 24 мин | Штраф                   | 22 мин                                           |            | Судья: Йонак |
| |                         |                                                  |            |              |
| | 27 (11+10+6)            | Броски                                           | 24 (7+8+9) |              |

| 14 мая 2006 | Норвегия | 0 : 3 (0:1, 0:1, 0:1) | Финляндия | Арена Сконто, Рига Зрителей: 7345 |

| Отчёт  | Отчёт       | Отчёт                                                                                          | Отчёт        | Отчёт        |
| ------ | ----------- | ---------------------------------------------------------------------------------------------- | ------------ | ------------ |
|        |             |                                                                                                |              |              |
|        | Гундерсен   | Вратари                                                                                        | Норрена      | Судья: Йонак |
|        | Голы:       |                                                                                                |              | Судья: Йонак |
|        | 0:1 0:2 0:3 | 9:35 Хентунен (Пирнес, Каллио) 33:30 Йокинен (Нуммелин) (бол.) 55:58 Пирнес (Хентунен, Каллио) |              | Судья: Йонак |
|        |             |                                                                                                |              | Судья: Йонак |
|        |             |                                                                                                |              | Судья: Йонак |
|        |             |                                                                                                |              | Судья: Йонак |
| 14 мин | Штраф       | 12 мин                                                                                         |              | Судья: Йонак |
|        |             |                                                                                                |              |              |
|        | 18 (6+6+6)  | Броски                                                                                         | 40 (15+9+16) |              |

| 14 мая 2006 | Канада | 4 : 6 (1:3, 2:1, 1:2) | Чехия | Арена Сконто, Рига Зрителей: 7474 |

| Отчёт                                                                                     | Отчёт                                   | Отчёт | Отчёт         | Отчёт       |
| ----------------------------------------------------------------------------------------- | --------------------------------------- | --- | ------------- | ----------- |
|                                                                                           |                                         | |               |             |
|                                                                                           | Олд                                     | Вратари | Гниличка      | Судья: Шютц |
|                                                                                           | Голы:                                   | |               | Судья: Шютц |
| Робидас 15:44 Ричардс (Колдер) 21:51 Хэмхюс (Бойес, Кросби) 31:26 Кросби (Бержерон) 41:01 | 0:1 0:2 0:3 1:3 2:3 3:3 3:4 4:4 4:5 4:6 | 6:34 Хубачек (Глинка) 8:06 Выборны 13:30 Плеканец (Иргл) 35:04 Иргл 46:29 Балаштик (Шкоула) 53:39 Эрат (Выборны) |               | Судья: Шютц |
|                                                                                           |                                         | |               | Судья: Шютц |
|                                                                                           |                                         | |               | Судья: Шютц |
|                                                                                           |                                         | |               | Судья: Шютц |
| 8 мин                                                                                     | Штраф                                   | 10 мин |               | Судья: Шютц |
|                                                                                           |                                         | |               |             |
|                                                                                           | 31 (4+18+9)                             | Броски | 40 (17+12+11) |             |

| 15 мая 2006 | Финляндия | 2 : 4 (1:2, 0:1, 1:1) | Канада | Арена Сконто, Рига Зрителей: 7171 |

| Отчёт                                                     | Отчёт                       | Отчёт | Отчёт        | Отчёт             |
| --------------------------------------------------------- | --------------------------- | --- | ------------ | ----------------- |
|                                                           |                             | |              |                   |
|                                                           | Нииттюмяки, Норрена (31:51) | Вратари | Дени         | Судья: Хенрикссон |
|                                                           | Голы:                       | |              | Судья: Хенрикссон |
| Койву (Сараво) 18:15 Нуммелин (Луома, Койву) (бол.) 50:46 | 0:1 0:2 1:2 1:3 2:3 2:4     | 5:58 Бержерон (Бойес, Кросби) (бол.) 16:57 Картер (мен.) 26:33 Картер (мен.) 51:36 Бойес (Кросби, Бержерон) |              | Судья: Хенрикссон |
|                                                           |                             | |              | Судья: Хенрикссон |
|                                                           |                             | |              | Судья: Хенрикссон |
|                                                           |                             | |              | Судья: Хенрикссон |
| 24 мин                                                    | Штраф                       | 16 мин |              | Судья: Хенрикссон |
|                                                           |                             | |              |                   |
|                                                           | 40 (10+12+18)               | Броски | 25 (11+4+10) |                   |

| 16 мая 2006 | Чехия | 1 : 3 (0:2, 1:0, 0:1) | США | Арена Сконто, Рига Зрителей: 7441 |

| Отчёт                         | Отчёт           | Отчёт                                                          | Отчёт        | Отчёт          |
| ----------------------------- | --------------- | -------------------------------------------------------------- | ------------ | -------------- |
|                               |                 |                                                                |              |                |
|                               | Гниличка        | Вратари                                                        | Андерсон     | Судья: Поляков |
|                               | Голы:           |                                                                |              | Судья: Поляков |
| Михалек (Эрат, Выборны) 27:25 | 0:1 0:2 1:2 1:3 | 13:03 Мэлоун 19:43 Каллен (Парк, Хилберт) 47:25 Браун (Мэллон) |              | Судья: Поляков |
|                               |                 |                                                                |              | Судья: Поляков |
|                               |                 |                                                                |              | Судья: Поляков |
|                               |                 |                                                                |              | Судья: Поляков |
| 6 мин                         | Штраф           | 6 мин                                                          |              | Судья: Поляков |
|                               |                 |                                                                |              |                |
|                               | 26 (7+12+7)     | Броски                                                         | 27 (11+10+6) |                |

| 16 мая 2006 | Латвия | 4 : 2 (2:0, 1:1, 1:1) | Норвегия | Арена Сконто, Рига Зрителей: 9173 |

| Отчёт | Отчёт                   | Отчёт                                                             | Отчёт      | Отчёт         |
| --- | ----------------------- | ----------------------------------------------------------------- | ---------- | ------------- |
| |                         |                                                                   |            |               |
| | Наумов                  | Вратари                                                           | Гундерсен  | Судья: Минарж |
| | Голы:                   |                                                                   |            | Судья: Минарж |
| Рекис (Ципулис) (бол.) 6:44 Блинов (Широков) 8:34 Дарзиньш (Редлих) 36:02 Семёнов (Тамбиев) (бол.) 53:16 | 1:0 2:0 2:1 3:1 4:1 4:2 | 30:58 Скрудер (Викингстад, Мюрвольд) (бол.) 59:34 Нюгор (Якобсен) |            | Судья: Минарж |
| |                         |                                                                   |            | Судья: Минарж |
| |                         |                                                                   |            | Судья: Минарж |
| |                         |                                                                   |            | Судья: Минарж |
| 12 мин                                                                                                   | Штраф                   | 18 мин                                                            |            | Судья: Минарж |
| |                         |                                                                   |            |               |
| | 25 (6+10+9)             | Броски                                                            | 18 (4+5+9) |               |

### Группа F
| Команда   | И | В | Н | П | ГЗ | ГП | З-П | Очки |
| --------- | - | - | - | - | -- | -- | --- | ---- |
| Россия    | 5 | 4 | 1 | 0 | 22 | 11 | 11  | 9    |
| Швеция    | 5 | 2 | 2 | 1 | 17 | 15 | 2   | 6    |
| Беларусь  | 5 | 3 | 0 | 2 | 16 | 10 | 6   | 6    |
| Словакия  | 5 | 2 | 1 | 2 | 19 | 10 | 9   | 5    |
| Швейцария | 5 | 1 | 2 | 2 | 12 | 15 | -3  | 4    |
| Украина   | 5 | 0 | 0 | 5 | 4  | 29 | -25 | 0    |

| 11 мая 2006 | Россия | 6 : 0 (1:0, 0:0, 5:0) | Украина | Арена Рига, Рига Зрителей: 6936 |

| Отчёт | Отчёт                   | Отчёт   | Отчёт       | Отчёт       |
| --- | ----------------------- | ------- | ----------- | ----------- |
| |                         |         |             |             |
| | Звягин, Фомичёв (52:00) | Вратари | Карпенко    | Судья: Шютц |
| | Голы:                   |         |             | Судья: Шютц |
| Сушинский (Куляш, Овечкин) (бол.) 16:06 Сушинский (Овечкин, Малкин) (бол.) 41:30 Овечкин (Кручинин, Сушинский) 46:06 Куляш (Никулин) 48:19 Мозякин (Мишарин) 53:47 Григоренко (Мозякин, Горовиков) (бол.) 57:03 | 1:0 2:0 3:0 4:0 5:0 6:0 |         |             | Судья: Шютц |
| |                         |         |             | Судья: Шютц |
| |                         |         |             | Судья: Шютц |
| |                         |         |             | Судья: Шютц |
| 8 мин | Штраф                   | 41 мин  |             | Судья: Шютц |
| |                         |         |             |             |
| | 50 (15+16+19)           | Броски  | 25 (11+6+8) |             |

| 12 мая 2006 | Швейцария | 2 : 2 (0:1, 0:1, 2:0) | Словакия | Арена Рига, Рига Зрителей: 2325 |

| Отчёт                                              | Отчёт           | Отчёт                                               | Отчёт      | Отчёт        |
| -------------------------------------------------- | --------------- | --------------------------------------------------- | ---------- | ------------ |
|                                                    |                 |                                                     |            |              |
|                                                    | Айбишер         | Вратари                                             | Крижан     | Судья: Саваж |
|                                                    | Голы:           |                                                     |            | Судья: Саваж |
| Райхерт (Плюсс) (бол.) 49:50 Жаннин (Безина) 58:04 | 0:1 0:2 1:2 2:2 | 14:18 Цибак 31:33 Мило (Павликовски, Суровы) (бол.) |            | Судья: Саваж |
|                                                    |                 |                                                     |            | Судья: Саваж |
|                                                    |                 |                                                     |            | Судья: Саваж |
|                                                    |                 |                                                     |            | Судья: Саваж |
| 37 мин                                             | Штраф           | 14 мин                                              |            | Судья: Саваж |
|                                                    |                 |                                                     |            |              |
|                                                    | 19 (9+1+9)      | Броски                                              | 15 (5+7+3) |              |

| 12 мая 2006 | Швеция | 4 : 1 (4:0, 0:0, 1:1) | Беларусь | Арена Рига, Рига Зрителей: 2209 |

| Отчёт | Отчёт               | Отчёт                                    | Отчёт       | Отчёт          |
| --- | ------------------- | ---------------------------------------- | ----------- | -------------- |
| |                     |                                          |             |                |
| | Хольмквист          | Вратари                                  | Мезин       | Судья: Левонен |
| | Голы:               |                                          |             | Судья: Левонен |
| Нюландер (Зеттерберг, Юханссон) (бол.) 4:16 Нордквист (Тимандер, Йенссон) 7:18 Юханссон (Францен) 16:40 Халлберг (Самуэльссон, Тимандер) 44:37 | 1:0 2:0 3:0 4:0 4:1 | 49:14 Заделёнов (Мелешко, Чуприс) (бол.) |             | Судья: Левонен |
| |                     |                                          |             | Судья: Левонен |
| |                     |                                          |             | Судья: Левонен |
| |                     |                                          |             | Судья: Левонен |
| 24 мин | Штраф               | 22 мин                                   |             | Судья: Левонен |
| |                     |                                          |             |                |
| | 42 (17+18+7)        | Броски                                   | 23 (4+6+13) |                |

| 13 мая 2006 | Беларусь | 9 : 1 (1:0, 3:1, 5:0) | Украина | Арена Рига, Рига Зрителей: 2732 |

| Отчёт | Отчёт                                   | Отчёт                      | Отчёт       | Отчёт       |
| --- | --------------------------------------- | -------------------------- | ----------- | ----------- |
| |                                         |                            |             |             |
| | Мезин                                   | Вратари                    | Симчук      | Судья: Шютц |
| | Голы:                                   |                            |             | Судья: Шютц |
| Грабовский (Скабелка) (бол.) 10:36 Костючёнок (Грабовский, Костицын) (бол.) 22:11 Антоненко (Скабелка, Заделёнов) 22:37 Грабовский (Костицын, Заделёнов) (бол.) 35:47 Дудик (Скабелка) 45:06 Скабелка (Антоненко) (бол.) 46:17 Копать (Заделёнов, Скабелка) 56:40 Грабовский (Костицын) 57:26 Дудик (Михалёв) (бол.) 57:48 | 1:0 2:0 3:0 4:0 4:1 5:1 6:1 7:1 8:1 9:1 | 39:47 Гунько (Бобровников) |             | Судья: Шютц |
| |                                         |                            |             | Судья: Шютц |
| |                                         |                            |             | Судья: Шютц |
| |                                         |                            |             | Судья: Шютц |
| 14 мин | Штраф                                   | 38 мин                     |             | Судья: Шютц |
| |                                         |                            |             |             |
| | 39 (13+17+9)                            | Броски                     | 32 (9+9+14) |             |

| 14 мая 2006 | Словакия | 5 : 2 (2:0, 2:2, 1:0) | Швеция | Арена Рига, Рига Зрителей: 2882 |

| Отчёт | Отчёт                       | Отчёт                                                                       | Отчёт         | Отчёт         |
| --- | --------------------------- | --------------------------------------------------------------------------- | ------------- | ------------- |
| |                             |                                                                             |               |               |
| | Крижан                      | Вратари                                                                     | Хенрикссон    | Судья: Хансен |
| | Голы:                       |                                                                             |               | Судья: Хансен |
| Мар.Хосса (Павликовски, Марц.Хосса) 1:45 Цибак (Юрчина, Мар.Хосса) (бол.) 8:57 Выдарены (Черник, Мило) (бол.) 21:57 Марц.Хосса (Мар.Хосса, Павликовски) (бол.) 26:22 Коллар (Мило) (мен.) 46:33 | 1:0 2:0 3:0 3:1 3:2 4:2 5:2 | 22:20 Юханссон (Матссон, Зетерберг) 23:29 Карлссон (Эмвалл, Матссон) (бол.) |               | Судья: Хансен |
| |                             |                                                                             |               | Судья: Хансен |
| |                             |                                                                             |               | Судья: Хансен |
| |                             |                                                                             |               | Судья: Хансен |
| 16 мин | Штраф                       | 14 мин                                                                      |               | Судья: Хансен |
| |                             |                                                                             |               |               |
| | 21 (6+11+4)                 | Броски                                                                      | 36 (12+10+14) |               |

| 14 мая 2006 | Россия | 6 : 3 (1:0, 1:2, 4:1) | Швейцария | Арена Рига, Рига Зрителей: 3729 |

| Отчёт | Отчёт                               | Отчёт | Отчёт       | Отчёт         |
| --- | ----------------------------------- | --- | ----------- | ------------- |
| |                                     | |             |               |
| | Звягин                              | Вратари                                                                                                   | Айбишер     | Судья: Минарж |
| | Голы:                               | |             | Судья: Минарж |
| Зарипов (Кулёмин, Сушинский) 13:56 Архипов (Михнов, Сёмин) 22:26 Быков (Зарипов, Сушинский) (бол.) 40:51 Никулин (Михнов, Архипов) (бол.) 42:38 Кулёмин 57:25 Малкин (Атюшов) 59:45 | 1:0 2:0 2:1 2:2 3:2 4:2 4:3 5:3 6:3 | 22:36 Патерлини (Амбюль, Райхерт) 32:33 Форстер (Вирц, Дерунс) 45:17 Безина (Штрайт, Блинденбахер) (бол.) |             | Судья: Минарж |
| |                                     | |             | Судья: Минарж |
| |                                     | |             | Судья: Минарж |
| |                                     | |             | Судья: Минарж |
| 14 мин | Штраф                               | 14 мин |             | Судья: Минарж |
| |                                     | |             |               |
| | 31 (7+10+14)                        | Броски | 25 (11+5+9) |               |

| 15 мая 2006 | Россия | 3 : 3 (2:1, 0:2, 1:0) | Швеция | Арена Рига, Рига Зрителей: 3983 |

| Отчёт                                                                                              | Отчёт                   | Отчёт | Отчёт        | Отчёт        |
| -------------------------------------------------------------------------------------------------- | ----------------------- | --- | ------------ | ------------ |
| |                         | |              |              |
| | Соколов                 | Вратари | Хольмквист   | Судья: Саваж |
| | Голы:                   | |              | Судья: Саваж |
| Овечкин (Кулёмин, Малкин) 1:22 Михнов (Жуков, Архипов) (бол.) 11:28 Михнов (Сёмин, Хомицкий) 55:47 | 1:0 1:1 2:1 2:2 2:3 3:3 | 7:33 Самуэльссон (Йенссон, Нюландер) (бол.) 20:14 Самуэльссон (Йенссон) (бол.) 22:58 Йенссон (Халлберг, Самуэльссон) |              | Судья: Саваж |
| |                         | |              | Судья: Саваж |
| |                         | |              | Судья: Саваж |
| |                         | |              | Судья: Саваж |
| 18 мин                                                                                             | Штраф                   | 16 мин |              | Судья: Саваж |
| |                         | |              |              |
| | 24 (7+6+11)             | Броски | 29 (11+16+2) |              |

| 16 мая 2006 | Швейцария | 1 : 2 (0:1, 0:1, 1:0) | Беларусь | Арена Рига, Рига Зрителей: 3170 |

| Отчёт                  | Отчёт        | Отчёт                                                          | Отчёт      | Отчёт         |
| ---------------------- | ------------ | -------------------------------------------------------------- | ---------- | ------------- |
|                        |              |                                                                |            |               |
|                        | Айбишер      | Вратари                                                        | Мезин      | Судья: Хансен |
|                        | Голы:        |                                                                |            | Судья: Хансен |
| Плюсс (Рютеманн) 48:17 | 0:1 0:2 1:2  | 9:04 Скабелка (Грабовский) 29:58 Заделёнов (Скабелка, Мелешко) |            | Судья: Хансен |
|                        |              |                                                                |            | Судья: Хансен |
|                        |              |                                                                |            | Судья: Хансен |
|                        |              |                                                                |            | Судья: Хансен |
| 10 мин                 | Штраф        | 10 мин                                                         |            | Судья: Хансен |
|                        |              |                                                                |            |               |
|                        | 30 (10+9+11) | Броски                                                         | 21 (8+5+8) |               |

| 16 мая 2006 | Украина | 0 : 8 (0:1, 0:4, 0:3) | Словакия | Арена Рига, Рига Зрителей: 2982 |

| Отчёт  | Отчёт                           | Отчёт | Отчёт         | Отчёт          |
| ------ | ------------------------------- | --- | ------------- | -------------- |
|        |                                 | |               |                |
|        | Симчук                          | Вратари | Крижан        | Судья: Левонен |
|        | Голы:                           | |               | Судья: Левонен |
|        | 0:1 0:2 0:3 0:4 0:5 0:6 0:7 0:8 | 12:52 Капуш (Черник, Бартович) 21:36 Мило (Марц.Хосса, Мар.Хосса) 25:11 Штрбак (Капуш, Бартович) (бол.) 35:46 Ковачик (Коллар) 36:58 Бартович 44:25 Капуш (Бартович) 49:19 Гудец (Штрбак, Коллар) (бол.) 58:25 Юрчина (Павликовски) (бол.) |               | Судья: Левонен |
|        |                                 | |               | Судья: Левонен |
|        |                                 | |               | Судья: Левонен |
|        |                                 | |               | Судья: Левонен |
| 18 мин | Штраф                           | 8 мин |               | Судья: Левонен |
|        |                                 | |               |                |
|        | 10 (5+2+3)                      | Броски | 37 (12+15+10) |                |

## Утешительный этап
Положение
| Место | Команда   | И | В | Н | П | Ш      | О |
| ----- | --------- | - | - | - | - | ------ | - |
| I     | Дания     | 3 | 2 | 1 | 0 | 11 — 5 | 5 |
| II    | Италия    | 3 | 1 | 1 | 1 | 6 — 10 | 3 |
| III   | Казахстан | 3 | 1 | 0 | 2 | 9 — 6  | 2 |
| IV    | Словения  | 3 | 0 | 2 | 1 | 6 — 11 | 2 |

| 12 мая 2006 | Словения | 3 : 3 (0:2, 1:1, 2:0) | Дания | Арена Сконто, Рига Зрителей: 7666 |

| Отчёт                                                                                   | Отчёт                   | Отчёт                                                                                        | Отчёт        | Отчёт         |
| --------------------------------------------------------------------------------------- | ----------------------- | -------------------------------------------------------------------------------------------- | ------------ | ------------- |
|                                                                                         |                         |                                                                                              |              |               |
|                                                                                         | Кристан                 | Вратари                                                                                      | Хирш         | Судья: Хансен |
|                                                                                         | Голы:                   |                                                                                              |              | Судья: Хансен |
| Разингар (Копитар) (бол.) Краньич (Родман) (бол.) 40:23 Сотлар (Копитар, Краньич) 57:59 | 0:1 0:2 1:2 1:3 2:3 3:3 | 1:38 Дальман (Нильсен, Къяегорд) (бол.) 8:43 Стаал (Грин, Дамгорд) (бол.) 25:12 Стаал (ш.б.) |              | Судья: Хансен |
|                                                                                         |                         |                                                                                              |              | Судья: Хансен |
|                                                                                         |                         |                                                                                              |              | Судья: Хансен |
|                                                                                         |                         |                                                                                              |              | Судья: Хансен |
| 10 мин                                                                                  | Штраф                   | 8 мин                                                                                        |              | Судья: Хансен |
|                                                                                         |                         |                                                                                              |              |               |
|                                                                                         | 24 (3+8+13)             | Броски                                                                                       | 32 (12+12+8) |               |

| 12 мая 2006 | Италия | 3 : 2 (1:0, 0:2, 2:0) | Казахстан | Арена Сконто, Рига Зрителей: 3193 |

| Отчёт                                                                                         | Отчёт               | Отчёт                                                                          | Отчёт        | Отчёт             |
| --------------------------------------------------------------------------------------------- | ------------------- | ------------------------------------------------------------------------------ | ------------ | ----------------- |
|                                                                                               |                     |                                                                                |              |                   |
|                                                                                               | Муццати             | Вратари                                                                        | Огурешников  | Судья: Виннерборг |
|                                                                                               | Голы:               |                                                                                |              | Судья: Виннерборг |
| Бусилло (Боргателло, Чироне) (бол.) 5:30 Бусилло (Хелфер) 44:55 Хелфер (Бусилло) (бол.) 50:16 | 1:0 1:1 1:2 2:2 3:2 | 28:24 Самохвалов (Литвиненко) (бол.) 33:35 Жайлауов (Корешков, Аргоков) (бол.) |              | Судья: Виннерборг |
|                                                                                               |                     |                                                                                |              | Судья: Виннерборг |
|                                                                                               |                     |                                                                                |              | Судья: Виннерборг |
|                                                                                               |                     |                                                                                |              | Судья: Виннерборг |
| 14 мин                                                                                        | Штраф               | 26 мин                                                                         |              | Судья: Виннерборг |
|                                                                                               |                     |                                                                                |              |                   |
|                                                                                               | 25 (10+7+8)         | Броски                                                                         | 37 (11+20+6) |                   |

| 13 мая 2006 | Казахстан | 5 : 0 (2:0, 3:0, 0:0) | Словения | Арена Рига, Рига Зрителей: 7563 |

| Отчёт | Отчёт               | Отчёт   | Отчёт       | Отчёт         |
| --- | ------------------- | ------- | ----------- | ------------- |
| |                     |         |             |               |
| | Огурешников         | Вратари | Кристан     | Судья: Райбер |
| | Голы:               |         |             | Судья: Райбер |
| Старченко (Беляев) 6:09 Пчеляков (Шафранов) 7:48 Литвиненко (Пчеляков, Блохин) (бол.) 27:10 Старченко (Трощинский, Беляев) 29:56 Краснослободцев (Заржицкий) 32:11 | 1:0 2:0 3:0 4:0 5:0 |         |             | Судья: Райбер |
| |                     |         |             | Судья: Райбер |
| |                     |         |             | Судья: Райбер |
| |                     |         |             | Судья: Райбер |
| 22 мин | Штраф               | 35 мин  |             | Судья: Райбер |
| |                     |         |             |               |
| | 25 (7+13+5)         | Броски  | 31 (8+9+14) |               |

| 13 мая 2006 | Италия | 0 : 5 (0:1, 0:1, 0:3) | Дания | Арена Рига, Рига Зрителей: 2640 |

| Отчёт  | Отчёт               | Отчёт | Отчёт        | Отчёт        |
| ------ | ------------------- | --- | ------------ | ------------ |
|        |                     | |              |              |
|        | Муццати             | Вратари | Хирш         | Судья: Лукер |
|        | Голы:               | |              | Судья: Лукер |
|        | 0:1 0:2 0:3 0:4 0:5 | 4:16 Бедкер 37:19 Стаал (Нильсен, Грин) (бол.) 49:46 Нильсен 55:23 Нильсен (Стаал) (бол.) 59:50 Дамгорд (Нильсен)(бол.) |              | Судья: Лукер |
|        |                     | |              | Судья: Лукер |
|        |                     | |              | Судья: Лукер |
|        |                     | |              | Судья: Лукер |
| 69 мин | Штраф               | 12 мин |              | Судья: Лукер |
|        |                     | |              |              |
|        | 15 (5+4+6)          | Броски | 39 (8+18+13) |              |

| 15 мая 2006 | Словения | 3 : 3 (1:0, 2:1, 0:2) | Италия | Арена Сконто, Рига Зрителей: 6574 |

| Отчёт                                                                           | Отчёт                   | Отчёт                                                                                  | Отчёт                    | Отчёт         |
| ------------------------------------------------------------------------------- | ----------------------- | -------------------------------------------------------------------------------------- | ------------------------ | ------------- |
|                                                                                 |                         |                                                                                        |                          |               |
|                                                                                 | Кристан                 | Вратари                                                                                | Муццати, Трагуст (25:25) | Судья: Райбер |
|                                                                                 | Голы:                   |                                                                                        |                          | Судья: Райбер |
| Краньич (Родман, Разингар) 5:01 Копитар (Краньич) 22:03 Контрец (Копитар) 25:25 | 1:0 2:0 3:0 3:1 3:2 3:3 | 27:26 Ансольди (Маргони, Парко) 44:35 Ансольди 58:21 Страззабоско (Де Беттин, Бусилло) |                          | Судья: Райбер |
|                                                                                 |                         |                                                                                        |                          | Судья: Райбер |
|                                                                                 |                         |                                                                                        |                          | Судья: Райбер |
|                                                                                 |                         |                                                                                        |                          | Судья: Райбер |
| 10 мин                                                                          | Штраф                   | 10 мин                                                                                 |                          | Судья: Райбер |
|                                                                                 |                         |                                                                                        |                          |               |
|                                                                                 | 31 (5+13+13)            | Броски                                                                                 | 30 (8+12+10)             |               |

| 15 мая 2006 | Дания | 3 : 2 (1:0, 1:1, 1:1) | Казахстан | Арена Сконто, Рига Зрителей: 2903 |

| Отчёт                                                                              | Отчёт               | Отчёт                                                     | Отчёт       | Отчёт          |
| ---------------------------------------------------------------------------------- | ------------------- | --------------------------------------------------------- | ----------- | -------------- |
|                                                                                    |                     |                                                           |             |                |
|                                                                                    | Хирш                | Вратари                                                   | Огурешников | Судья: Левонен |
|                                                                                    | Голы:               |                                                           |             | Судья: Левонен |
| Къяергорд (бол.) 13:27 Хансен (Дамгорд) 34:17 Дамгорд (Грин, Нильсен) (бол.) 57:26 | 1:0 2:0 2:1 3:1 3:2 | 36:46 Пупков (Спиридонов) (бол.) 59:40 Аргоков (Корешков) |             | Судья: Левонен |
|                                                                                    |                     |                                                           |             | Судья: Левонен |
|                                                                                    |                     |                                                           |             | Судья: Левонен |
|                                                                                    |                     |                                                           |             | Судья: Левонен |
| 12 мин                                                                             | Штраф               | 14 мин                                                    |             | Судья: Левонен |
|                                                                                    |                     |                                                           |             |                |
|                                                                                    | 27 (10+8+9)         | Броски                                                    | 24 (8+8+8)  |                |

Сборные Казахстана и Словении покинули высший дивизион.

## Финальный этап
|  | Четвертьфиналы | Четвертьфиналы |        |           | Полуфиналы        | Полуфиналы        |  |  | Финал  | Финал |
|  |                |                |        |           |                   |                   |  |  |        |       |
|  | 17 мая         |                |        |           |                   |                   |  |  |        |       |
|  |                |                |        |           |                   |                   |  |  |        |       |
|  | Канада         | 4              |        |           |                   |                   |  |  |        |       |
|  | Канада         | 4              | 20 мая |           |                   |                   |  |  |        |       |
|  | Словакия       | 1              |        |           |                   |                   |  |  |        |       |
|  | Словакия       | 1              | Канада | 4         |                   |                   |  |  |        |       |
|  | 17 мая         |                | Канада | 4         |                   |                   |  |  |        |       |
|  |                | Швеция         | 5      |           |                   |                   |  |  |        |       |
|  | Швеция         | Швеция         | 5      | 6         |                   |                   |  |  |        |       |
|  | Швеция         |                | 21 мая | 6         |                   |                   |  |  |        |       |
|  | США            | 0              |        |           |                   |                   |  |  |        |       |
|  | США            | 0              | Швеция | 4         |                   |                   |  |  |        |       |
|  | 18 мая         |                | Швеция | 4         |                   |                   |  |  |        |       |
|  |                | Чехия          | 0      |           |                   |                   |  |  |        |       |
|  | Россия         | Чехия          | 0      | 3         |                   |                   |  |  |        |       |
|  | Россия         | 20 мая         |        | 3         |                   |                   |  |  |        |       |
|  | Чехия          | 4              |        |           |                   |                   |  |  |        |       |
|  | Чехия          | 4              | Чехия  | 3         | Матч за 3-е место | Матч за 3-е место |  |  |        |       |
|  | 18 мая         |                | Чехия  | 3         | Матч за 3-е место | Матч за 3-е место |  |  |        |       |
|  |                | Финляндия      | 1      |           |                   |                   |  |  |        |       |
|  | Финляндия      | Финляндия      | 1      | 3         | Канада            | 0                 |  |  |        |       |
|  | Финляндия      |                |        | 3         | Канада            | 0                 |  |  |        |       |
|  | Беларусь       | 0              |        | Финляндия | 5                 |                   |  |  |        |       |
|  | Беларусь       | 0              |        |           | 5                 |                   |  |  |        |       |
|  |                |                |        |           |                   |                   |  |  | 21 мая |       |
|  |                |                |        |           |                   |                   |  |  |        |       |

### 1/4 финала
| 17 мая 2006 | Канада | 4 : 1 (0:1, 1:0, 3:0) | Словакия | Арена Сконто, Рига Зрителей: 7129 |

| Отчёт                                                                                   | Отчёт               | Отчёт                  | Отчёт       | Отчёт          |
| --------------------------------------------------------------------------------------- | ------------------- | ---------------------- | ----------- | -------------- |
|                                                                                         |                     |                        |             |                |
|                                                                                         | Дени                | Вратари                | Крижан      | Судья: Поляков |
|                                                                                         | Голы:               |                        |             | Судья: Поляков |
| Каммаллери (Шэнахэн) 34:35 Бержерон (Хэмхюс) 52:53 Кросби (Бержерон) 54:23 Картер 54:32 | 0:1 1:1 2:1 3:1 4:1 | 17:36 Мило (Мар.Хосса) |             | Судья: Поляков |
|                                                                                         |                     |                        |             | Судья: Поляков |
|                                                                                         |                     |                        |             | Судья: Поляков |
|                                                                                         |                     |                        |             | Судья: Поляков |
| 4 мин                                                                                   | Штраф               | 10 мин                 |             | Судья: Поляков |
|                                                                                         |                     |                        |             |                |
|                                                                                         | 42 (14+14+14)       | Броски                 | 23 (12+6+5) |                |

| 17 мая 2006 | Швеция | 6 : 0 (2:0, 2:0, 2:0) | США | Арена Рига, Рига Зрителей: 2800 |

| Отчёт | Отчёт                   | Отчёт   | Отчёт                       | Отчёт         |
| --- | ----------------------- | ------- | --------------------------- | ------------- |
| |                         |         |                             |               |
| | Хольмквист              | Вратари | Андерсон, Бакашихуа (40:00) | Судья: Райбер |
| | Голы:                   |         |                             | Судья: Райбер |
| Ханнула (Сундин) 2:48 Ханнула (Кронвалл, Йенссон) 15:40 Самуэльссон (Нюландер) 25:51 Йенссон (Нюландер, Самуэльссон) (бол.) 35:34 Ханнула (Нордквист) 48:41 Карлссон (Мортенссон, Кронвалл) (бол.) 58:36 | 1:0 2:0 3:0 4:0 5:0 6:0 |         |                             | Судья: Райбер |
| |                         |         |                             | Судья: Райбер |
| |                         |         |                             | Судья: Райбер |
| |                         |         |                             | Судья: Райбер |
| 10 мин | Штраф                   | 14 мин  |                             | Судья: Райбер |
| |                         |         |                             |               |
| | 33 (12+9+12)            | Броски  | 18 (8+6+4)                  |               |

| 18 мая 2006 | Финляндия | 3 : 0 (1:0, 0:0, 2:0) | Беларусь | Арена Сконто, Рига Зрителей: 7164 |

| Отчёт | Отчёт         | Отчёт   | Отчёт      | Отчёт        |
| --- | ------------- | ------- | ---------- | ------------ |
| |               |         |            |              |
| | Норрена       | Вратари | Мезин      | Судья: Саваж |
| | Голы:         |         |            | Судья: Саваж |
| Халь (Рууту, Бергенхейм) 9:24 Пелтонен (Нуммелин, Йокинен) 43:58 Йокинен (Пелтонен, Нуммелин) (бол) 54:48 | 1:0 2:0 3:0   |         |            | Судья: Саваж |
| |               |         |            | Судья: Саваж |
| |               |         |            | Судья: Саваж |
| |               |         |            | Судья: Саваж |
| 14 мин | Штраф         | 10 мин  |            | Судья: Саваж |
| |               |         |            |              |
| | 41 (10+18+13) | Броски  | 20 (7+7+6) |              |

| 18 мая 2006 | Россия | 3 : 4 (ОТ) (1:0, 0:1, 2:2, 0:1) | Чехия | Арена Рига, Рига Зрителей: 8082 |

| Отчёт                                                                                   | Отчёт                       | Отчёт | Отчёт         | Отчёт             |
| --------------------------------------------------------------------------------------- | --------------------------- | --- | ------------- | ----------------- |
|                                                                                         |                             | |               |                   |
|                                                                                         | Соколов                     | Вратари | Гниличка      | Судья: Виннерборг |
|                                                                                         | Голы:                       | |               | Судья: Виннерборг |
| Овечкин (Малкин, Кулёмин) 2:30 Мозякин (Горовиков) 45:10 Михнов (Атюшов, Овечкин) 58:55 | 1:0 1:1 1:2 2:2 2:3 3:3 3:4 | 25:45 Каберле (Выборны, Эрат) (бол.) 43:49 Глинка (бол.) 47:06 Штефан (Глинка, Каберле) (бол.) 67:58 Иргл (Выборны) |               | Судья: Виннерборг |
|                                                                                         |                             | |               | Судья: Виннерборг |
|                                                                                         |                             | |               | Судья: Виннерборг |
|                                                                                         |                             | |               | Судья: Виннерборг |
| 18 мин                                                                                  | Штраф                       | 16 мин |               | Судья: Виннерборг |
|                                                                                         |                             | |               |                   |
|                                                                                         | 34 (13+8+7+6)               | Броски | 36 (9+13+9+5) |                   |

### Полуфиналы
| 20 мая 2006 | Финляндия | 1 : 3 (1:0, 0:1, 0:2) | Чехия | Арена Рига, Рига Зрителей: 8763 |

| Отчёт                       | Отчёт           | Отчёт                                                                           | Отчёт       | Отчёт       |
| --------------------------- | --------------- | ------------------------------------------------------------------------------- | ----------- | ----------- |
|                             |                 |                                                                                 |             |             |
|                             | Норрена         | Вратари                                                                         | Гниличка    | Судья: Шютц |
|                             | Голы:           |                                                                                 |             | Судья: Шютц |
| Халь (Рууту, Нуммелин) 8:03 | 1:0 1:1 1:2 1:3 | 28:26 Плеканец (Иргл) (мен.) 56:17 Выборны (Каберле) (бол.) 59:14 Глинка (п.в.) |             | Судья: Шютц |
|                             |                 |                                                                                 |             | Судья: Шютц |
|                             |                 |                                                                                 |             | Судья: Шютц |
|                             |                 |                                                                                 |             | Судья: Шютц |
| 45 мин                      | Штраф           | 37 мин                                                                          |             | Судья: Шютц |
|                             |                 |                                                                                 |             |             |
|                             | 34 (13+15+6)    | Броски                                                                          | 21 (3+8+10) |             |

| 20 мая 2006 | Канада | 4 : 5 (2:3, 1:2, 1:0) | Швеция | Арена Рига, Рига Зрителей: 8845 |

| Отчёт | Отчёт                               | Отчёт | Отчёт      | Отчёт         |
| --- | ----------------------------------- | --- | ---------- | ------------- |
| |                                     | |            |               |
| | Дени, Олд (22:41)                   | Вратари | Хольмквист | Судья: Минарж |
| | Голы:                               | |            | Судья: Минарж |
| Колдер (Ричардс) 8:11 Комри (Каммаллери) (бол.) 16:38 Кросби 39:25 Бержерон (Кросби, Уильямс) (бол.) 43:38 | 0:1 0:2 1:2 1:3 2:3 2:4 2:5 3:5 4:5 | 1:27 Кронвалл (Нюландер) 4:11 Йенссон (Самуэльссон, Нюландер) (бол.) 11:52 Мортенссон (Тимандер) 21:33 Самуэльссон (Халлберг, Нюландер) 22:41 Нордквист (Ханнула) |            | Судья: Минарж |
| |                                     | |            | Судья: Минарж |
| |                                     | |            | Судья: Минарж |
| |                                     | |            | Судья: Минарж |
| 18 мин | Штраф                               | 39 мин |            | Судья: Минарж |
| |                                     | |            |               |
| | 32 (12+5+15)                        | Броски | 25 (9+8+8) |               |

### Матч за 3-е место
| 21 мая 2006 | Канада | 0 : 5 (0:1, 0:2, 0:2) | Финляндия | Арена Рига, Рига Зрителей: 9365 |

| Отчёт  | Отчёт               | Отчёт | Отчёт        | Отчёт        |
| ------ | ------------------- | --- | ------------ | ------------ |
|        |                     | |              |              |
|        | Олд                 | Вратари | Норрена      | Судья: Йонак |
|        | Голы:               | |              | Судья: Йонак |
|        | 0:1 0:2 0:3 0:4 0:5 | 4:06 Каллио (Пирнес, Миеттинен) (бол.) 25:20 Йокинен (Нуммелин, Лехтонен) (бол.) 36:18 Халь 42:55 Миеттинен (Нуммелин) (бол.) 53:56 Йокинен (Нуммелин, Пелтонен) (бол.) |              | Судья: Йонак |
|        |                     | |              | Судья: Йонак |
|        |                     | |              | Судья: Йонак |
|        |                     | |              | Судья: Йонак |
| 32 мин | Штраф               | 34 мин |              | Судья: Йонак |
|        |                     | |              |              |
|        | 37 (16+11+10)       | Броски | 33 (14+12+7) |              |

### Финал
| 21 мая 2006 | Швеция | 4 : 0 (2:0, 2:0, 0:0) | Чехия | Арена Рига, Рига Зрителей: 11 000 |

| Отчёт | Отчёт           | Отчёт   | Отчёт      | Отчёт       |
| --- | --------------- | ------- | ---------- | ----------- |
| |                 |         |            |             |
| | Хольмквист      | Вратари | Гниличка   | Судья: Шютц |
| | Голы:           |         |            | Судья: Шютц |
| Матссон (Кронвалл, Карлссон) 14:36 Эмвалл (Матссон, Карлссон) 15:13 Кронвалл (Сундин, Нюландер) 24:07 Йенссон (Самуэльссон, Нюландер) (бол.) 37:01 | 1:0 2:0 3:0 4:0 |         |            | Судья: Шютц |
| |                 |         |            | Судья: Шютц |
| |                 |         |            | Судья: Шютц |
| |                 |         |            | Судья: Шютц |
| 10 мин | Штраф           | 10 мин  |            | Судья: Шютц |
| |                 |         |            |             |
| | 26 (9+10+7)     | Броски  | 15 (7+4+4) |             |

## Итог
Победив в финале команду Чехии со счётом 4:0, чемпионом мира 2006 года стала команда Швеции. Это восьмая победа шведов в чемпионатах. Последний раз они были чемпионами мира в 1998 году. В этом году шведы выиграли и Зимние Олимпийские игры в Турине, и чемпионат мира.
|  | Условные цветовые обозначения                                 |
|  | ------------------------------------------------------------- |
|  | Команда — чемпион мира                                        |
|  | Команда — серебряный призёр                                   |
|  | Команда, завоевавшая призовое 3-е место                       |
|  | Команда, переходящая в I-й дивизион Чемпионата мира 2007 года |

|     | Швеция    |
|     | Чехия     |
|     | Финляндия |
| 4.  | Канада    |
| 5.  | Россия    |
| 6.  | Беларусь  |
| 7.  | США       |
| 8.  | Словакия  |
| 9.  | Швейцария |
| 10. | Норвегия  |
| 11. | Латвия    |
| 12. | Украина   |
| 13. | Дания     |
| 14. | Италия    |
| 15. | Казахстан |
| 16. | Словения  |

## Игроки, признанные лучшими
- лучший вратарь —  Юхан Холмквист
- лучший защитник —  Никлас Кронвалл
- лучший нападающий —  Сидни Кросби
- самый ценный игрок —  Никлас Кронвалл

## Символическая сборная
- вратарь —  Андрей Мезин
- защитники —  Петтери Нуммелин,  Никлас Кронвалл
- нападающие —  Сидни Кросби,  Давид Выборный,  Александр Овечкин

## Чемпион
| Чемпион мира по хоккею с шайбой 2006 |
| Швеция Восьмой титул                 |